# Николина Фригановић
Николина Фригановић (Бања Лука,  21. фебруар 1978) српска је глумица.

## Биографија
Девојачко презиме јој је Јелисавац. Од 2006. до 2010. је радила под именом Николина Ђорђевић.
Члан је Народног позоришта Републике Српске од 2002. године.
Живи у Бањој Луци

## Филмографија
| Год.         | Назив                            | Улога            |
| ------------ | -------------------------------- | ---------------- |
| 1990-е       |                                  |                  |
| 1999.        | Мејдан Симеуна Ђака              | Мргуда           |
| 1999.        | Жене, људи и остало              |                  |
| 2000-е       |                                  |                  |
| 2001.        | Знак                             |                  |
| 2004.        | Црна хроника                     | Сања             |
| 2004.        | Поштар и принцеза                |                  |
| 2005.        | Хероји за један дан              |                  |
| 2005.        | Праоница                         | Дуда             |
| 2006.        | Тата и зетови                    | Клара Бошњак     |
| 2007.        |                                  |                  |
| 2008.        | Печат                            | Ада Филиповић    |
| 2008.        | То топло љето                    | Анка Тонтић      |
| 2009.        | 32. децембар                     |                  |
| 2010-е       |                                  |                  |
| 2010.        | Мотел Нана                       | Јасмина          |
| 2011.        | Два смо света различита          | Наталија         |
| 2012.        | Кад буде биће                    | Жинка            |
| 2012.        | Луд, збуњен, нормалан            | Невена           |
| 2012.        | Ја сам из Крајине, земље кестена | Јасна            |
| 2013.–2014.. | Криза                            | Дијана           |
| 2013.        | Замало живот                     | Виолета          |
| 2015.        | Хиљадарка                        | Јованка          |
| 2018.        | Јутро ће променити све           | Ружица           |
| 2018.        | Месо (ТВ серија)                 | Нина             |
| 2018.        | Месо (филм)                      | Нина             |
| 2017-2019.   | Сенке над Балканом               | Соња             |
| 2019.        | Хотел Балкан                     | Елке             |
| 2020.        | Дара из Јасеновца                | Милева           |
| 2020.        | Кости (ТВ серија)                | Љиља             |
| 2021.        | Бранилац (серија)                | Мирјана Ђанковић |
| 2021.        | Певачица (ТВ серија)             | Маца             |
| 2023.        | Дара из Јасеновца (мини-серија)  | Милева           |
| 2023.        | Немирни (ТВ серија)              | Мирна Палигорић  |